# Steinakirchen am Forst
Steinakirchen am Forst è un comune austriaco di 2 287 abitanti nel distretto di Scheibbs, in Bassa Austria; ha lo status di comune mercato (Marktgemeinde). Il 1º gennaio 1967 ha inglobato il comune soppresso di Ernegg, il 1º gennaio 1970 quello di Lonitzberg e il 1º gennaio 1971 quelli di Außerochsenbach e Zehetgrub.